# Wolfmother (Album)
Wolfmother ist das erste Studioalbum der australischen Rockband Wolfmother. Es erschien am 31. Oktober 2005. Für das Lied Woman wurde die Band 2007 mit einem Grammy für die Beste Hard-Rock-Performance ausgezeichnet.

## Titelliste
Australische Version
1. Colossal – 5:02
2. Woman – 2:55
3. White Unicorn – 5:01
4. Pyramid – 4:28
5. Mind’s Eye – 4:53
6. Joker & the Thief – 4:39
7. Dimension – 4:25
8. Where Eagles Have Been – 5:32
9. Apple Tree – 3:28
10. Tales from the Forest of Gnomes – 3:35
11. Witchcraft – 3:25
12. Vagabond – 3:47

Internationale Version
1. Dimension – 4:21
2. White Unicorn – 5:04
3. Woman – 2:56
4. Where Eagles Have Been – 5:33
5. Apple Tree – 3:30
6. Joker & the Thief – 4:40
7. Colossal – 5:04
8. Mind’s Eye – 4:54
9. Pyramid – 4:28
10. Witchcraft – 3:25
11. Tales – 3:39
12. Love Train – 3:03
13. Vagabond – 3:50

Alle Texte wurden von Andrew Stockdale, Myles Heskett und Chris Ross geschrieben.

## Kritiken
Die Kritiken für das Debütalbum waren größtenteils positiv. Vicky Butscher von laut.de fand, dass Wolfmother „Energie gepaart mit großartigen, eingängigen Melodien“ seien, „die nicht mehr loslassen“. Dominique Iten von cdstarts.de meinte, dass das ganze Album prächtig funktioniere: „Bereits mit dem Opener ‚Dimension‘ legen die Aussis los. Ein Urschrei. Dann Rock ’n’ Roll. Und das ist gut so“.

## Wissenswertes
Mit dem Debütalbum Wolfmother gelang auch gleich der Durchbruch in Australien, der große Erfolg in Europa blieb jedoch aus. Lediglich Woman erreichte internationale Berühmtheit, was durch den Grammy 2007 unterstrichen wurde.

## Erfolge

### Albumcharts
| ChartsChartplatzierungen       | Höchstplatzierung | Wochen |
| ------------------------------ | ----------------- | ------ |
| Australien (ARIA)              | 3 (78 Wo.)        | 78     |
| Deutschland (GfK)              | 50 (10 Wo.)       | 10     |
| Österreich (Ö3)                | 59 (8 Wo.)        | 8      |
| Schweiz (IFPI)                 | 64 (8 Wo.)        | 8      |
| Vereinigte Staaten (Billboard) | 22 (30 Wo.)       | 30     |
| Vereinigtes Königreich (OCC)   | 25 (22 Wo.)       | 22     |

### Singlecharts
| - Mind’s Eye (Nur in Australien veröffentlicht): #29 Australien - White Unicorn: #33 Australien - Dimension (Nur in Großbritannien veröffentlicht): #49 Großbritannien - Woman: #34 Australien, #31 Großbritannien - Love Train: #62 Großbritannien - Joker & the Thief: #8 Australien, #64 Großbritannien |

### Auszeichnungen für Musikverkäufe
| Land/Region                  | Auszeichnungen für Musikverkäufe (Land/Region, Auszeichnung, Verkäufe) | Verkäufe  |
| ---------------------------- | ---------------------------------------------------------------------- | --------- |
| Australien (ARIA)            | 5× Platin                                                              | 350.000   |
| Deutschland (BVMI)           | Gold                                                                   | 100.000   |
| Kanada (MC)                  | Gold                                                                   | 50.000    |
| Neuseeland (RMNZ)            | Platin                                                                 | 15.000    |
| Vereinigte Staaten (RIAA)    | Gold                                                                   | 500.000   |
| Vereinigtes Königreich (BPI) | Gold                                                                   | 100.000   |
| Insgesamt                    | 4× Gold · 6× Platin ·                                                  | 1.115.000 |